# 国立青少年交流の家
国立青少年交流の家（こくりつせいしょうねんこうりゅうのいえ）は、全国で13か所ある青少年のための団体研修施設。文部科学省所管の独立行政法人国立青少年教育振興機構が設置し、運営する社会教育施設である。旧称は国立青年の家。

## 沿革
- 1959年（昭和34年）の皇太子（後の上皇明仁）成婚を記念する事業として、翌1960年（昭和35年）、静岡県御殿場市に国立中央青年の家が設置された。以来1976年（昭和51年）までに、計13か所の国立青年の家が文部省に附属した国の組織として設けられた。
- 2001年（平成13年） - 独立行政法人国立青年の家が設立され、同法人が設置し運営する施設として国の組織からは分離した。
- 2006年（平成18年） - 同法人は、独立行政法人国立オリンピック記念青少年総合センター、独立行政法人国立少年自然の家と合併し、独立行政法人国立青少年教育振興機構が発足した。この機会に13か所の国立青年の家は国立青少年交流の家に改称した[1]。

## 概要
青少年のための団体宿泊訓練用施設を運営し、健全な青少年の育成を図ることを目的としている。利用は学校やクラブ活動などでの利用が多いが、団体なら誰でも利用は可能で、家族で利用することもできる。テレビや冷蔵庫、電話機などホテルに必ずといって良いほどある設備は「団体宿泊訓練」という目的に沿わないため、個別の部屋にはない。また風呂とトイレも共同である。宿泊や施設の利用料は無料であり、シーツ代と食費の実費のみ必要。
1959年（昭和34年）の当時の皇太子明仁親王の成婚を記念して、富士山の山麓に国立中央青年の家（現在の国立中央青少年交流の家）が誕生し、のちにその他の施設も設立された。
通常の宿泊施設とは違う点
- 活動目的を持った2名以上の非営利団体であれば誰でも利用可能。主催行事（イベント）は、個人でも参加できることが多い。ただし、営利目的や特定の政治・宗教団体主催行事をする目的での利用は不可。
- 入所時には利用団体に対し、施設概要・利用上の注意事項などを施設職員が説明する「オリエンテーション」が行われる（約20分。施設概要などを紹介する備品BD/DVDソフトを上映する施設もあり）。
- 各部屋にテレビ・内線/外線電話・電源コンセントが備え付けられていない（照明・冷暖房スイッチ、館内放送用スピーカーとその音量調節ダイヤルがあるのみ）。このためスマートフォン充電などに用いる電源は各自で用意する必要がある（館内コンセントの私的使用は禁止）。
- レストランなどの利用時間は限られており、家族個人で利用する場合も他団体との調整が必要。また全てセルフサービスとなっており、利用後は利用団体および客自身で清掃を行う。
- レストラン・売店の運営は民間（地元業者）への委託となっている。なおレストラン食の他に弁当も注文可能（10名以上で研修に参加している団体が対象）。
- 管理研修棟内には売店が設けられており、10円コピー（白黒）・FAX送信サービス（有料）の他、生活用品・飲み物・菓子類・アルコール類の販売とオードブルの予約受付を行っている（自動販売機も設置）。なお売店の営業時間は施設ごとに決まっており、施設側で定められた営業時間内のみ利用可能。
- 予約状況によっては他団体との兼ね合いを考慮するため、利用期間中における活動日程&研修室・施設割り当ての順番が（届け出た当初の）日程表に書かれた内容とは変わる場合がある（計画した日程表通りに研修活動を行いたい場合は早めの申込書提出を推奨）。
- 宿泊棟は（家族・保育園・幼稚園による利用など一部例外を除き）男女別室による部屋割りを原則としている（一人部屋は無く、一部屋は男女それぞれ最低2名以上での利用が基本）。また宿泊部屋は8人一組の和室（布団式）と4人一組の洋室（ベッド式）の二通りが混在している（和洋混合の宿泊部屋を設けている施設もあり）。さらに宿泊棟の各階には参加団体代表者（班長・引率責任者）用の「リーダー室（洋室3人一組）」が一部屋設けられている。なお宿泊階・部屋は1団体ごとに1区画（フロア）の割り当てが基本だが、予約状況によっては同一階・同一区画（フロア）に2組以上の団体宿泊部屋を割り当てる場合もある。
- 朝と夕方に（研修参加者の健康観察・当日&翌日以降の研修スケジュール確認・施設を利用している各団体間の相互交流・施設側からの連絡事項伝達を目的とした）つどいが必ずある（各施設の正面玄関前には国旗&所旗掲揚塔付き「つどいの広場」を設置。つどい開催時間は各施設により異なるが、朝は概ね「7時 - 7時半の間」に、夕方は概ね「17時 - 17時半の間」にそれぞれ開催。日没が早まる冬期（10月 - 3月）は、施設により「夕べのつどい」開催時間を16時台に繰り上げる場合あり。「朝のつどい」では必ずラジオ体操・国旗&所旗の掲揚・当日退所する団体の代表挨拶・施設職員&参加団体代表者からの諸連絡を実施。「夕べのつどい」では掲揚していた国旗&所旗を降ろす。降ろすのには主に各参加団体より代表者が必要であり、また、その代表者は降ろしたあと自己紹介が必要である。(学生の場合、部活や団体での活動への意気込みなど)を、言わなければならないことが多いと共に、利用団体の紹介・当日入所した団体の代表挨拶・ゲームなどによる利用団体同士の交流・施設職員&参加団体代表者からの諸連絡などを実施。なお雨天など悪天候時や気温の低い冬期（10月 - 3月）は、開催場所を体育館など室内に変更・または施設側の判断によりつどい開催が中止される場合あり）。この「朝&夕べのつどい」には必ず参加が原則となっており、宿泊研修スケジュールは（各施設が定めた「標準生活時間」を参考に）この「朝&夕べのつどい」と「（夕べのつどいの前に行われる）代表者打ち合わせ」へ参加可能な時間割とする旨が規定されている（万一スケジュールの都合で「朝&夕べのつどい」へ参加不可となったり開催時間に間に合わなくなる場合でも、利用する団体側で参加者の健康観察およびスケジュール確認のため独自に「朝夕のつどい」の時間を設けなければならない）。
- 朝&夕べのつどい開催場所となっている「つどいの広場」は、（地震・館内火災などの）緊急事態発生時における研修参加者の避難場所にもなっている。
- （夕べのつどいの前の）毎日16時半前後には宿泊研修参加団体の代表者（引率責任者）が出席しての「代表者打ち合わせ」が行われ、施設側からの諸連絡事項確認・参加各団体における今後の活動日程確認・朝&夕べのつどい進行方法確認・参加団体相互間での日程や館内各施設利用時間の調整・宿泊者数確認などが行われる（「朝&夕べのつどい」における司会・旗係などの参加団体役割分担はここで決定。出席した代表者はここで決まった事項を「夕べのつどい」にて研修参加者へ伝達）。なお宿泊研修参加団体の代表者（引率責任者）は研修全日程（「朝&夕べのつどい」など行事全て）への参加が義務づけられている。
- 入所および退所時間は「9時 - 16時の間」と定められている（深夜帯は完全施錠され外出禁止）。
- 起床時間・就寝時間と入浴時間も決められている（時間は各施設により異なるが、起床時間は概ね「6時または6時半」・就寝時間は「22時半」と定められており、それぞれ自動館内放送にて告知。深夜帯は非常誘導灯以外の館内照明が全て落とされる。また入浴時は特定の一団体のみによる浴場貸し切りは原則不可で、複数団体の同時利用となる場合も多い）。
- 研修内容・標準生活時間は夏期と冬期で大きく異なる（登山・キャンプなど夏期のみ実施可能な野外活動もあれば、スキー・スケート・スポーツ雪合戦など冬期の野外活動もある。なお雨天などの悪天候時は野外活動が中止され室内での研修活動に変更されるので、参加団体は野外活動中止時に備え「雨天・悪天候時に行う代替活動プログラム」も考えておく）。
- 宿泊代・レクリエーション&研修実施時における備品や用具の貸し出しは無料で、シーツ代と食事代のみ徴収（なお万一館内設備や貸し出し用備品を紛失・破損した場合、その修理・購入に要した実費を弁償する）。
※ただし2007年10月より一般利用の場合1泊当り250円、2012年7月からは一般利用の場合1泊当たり800円の施設使用料が必要。各研修・レクリエーションにおいては材料代・指導者（インストラクター）派遣を要請した場合の指導料などが別途発生。施設利用料・食事代などの各種代金は退所時に窓口で現金払いするか、後日コンビニ納付・銀行振り込み・郵便振替いずれかの方法で（退所日から1か月以内に各施設指定の口座へ）支払う。なお2013年10月からは、団体が当初予約していた宿泊および食事のキャンセル（取り消し）を申し出た場合、所定の「取り消し手数料（キャンセル料）」を団体側が負担する制度が施行されている（負担割合は「利用予定日の何日前・何週間前・何か月前に取り消しを申し出たか」によって異なり、当日突然キャンセルの場合は利用予定料金の全額を取り消し手数料として団体側が負担する形となる）。
- 館内は「土足厳禁（上履き持参必須）」としている場合と「外履きのまま入館可能」としている場合の二通りあり、扱いは各施設により異なる。
- キャンプ場併設の施設では食中毒防止の観点から「外部からの食材持ち込みが一切禁止」されており、キャンプおよび野外炊事実施時は事前に（実施するメニューに応じた）食材および調理（煮炊き）用の薪を施設内売店より購入する形となる（事前に施設側へ申し込めば炊事&調理用具・食器類・テント・寝袋・ランタンを貸し出し可能、ただし乾電池や充電式電池は参加団体各自で持参。なおテントは完全に乾燥させてから返却する）。なおテント内は（火災および一酸化炭素中毒事故防止の観点から）火気厳禁となっている他、キャンプ場・営火場・野外炊事場には電源コンセントがある場所と無い場所の両方がある。
- 研修室にはピアノなどの楽器類や各種視聴覚機器類（TVモニター・BD/DVDプレーヤー・ビデオデッキ・OHP・OHC・ワイヤレスアンプ・マイク・CDラジカセ・CDプレーヤーなどのAV/音響装置類）・施設周辺の自然や観光名所などを紹介したVHS/BD/DVDソフト&書籍類を、体育館併設の用具室には各種スポーツ用具をそれぞれ常備。これらは事前に施設の事務室へ届け出れば無料で貸し出し可能（ただし施設内利用に限る）。また研修室や視聴覚室内にインターネット回線（有線LANまたは無線LANアクセスポイント）が引かれている施設もあり、各自で持ち込んだPCなどを用いたインターネットも無料で利用可能（ただし研修室にあるTV受像機に一般放送視聴用アンテナ線は繋がっておらず、一般放送はロビーや食堂に備え付けのTV受像機でのみ視聴可）。
- トイレ・風呂は共同使用である（浴室の男女別区分は時間帯および当日の利用状況により異なっており、「男湯」および「女湯」の暖簾にて区別表示。また浴室の備品は各施設により異なり、特にシャンプー・リンス・ボディーソープは施設に備え付けの場合と各自で持参する場合の二通りある）。洗面所にドライヤーが備えられている施設では、指定以外の場所でドライヤーを使うと（施設側の契約電気容量超過により）ブレーカーが落ちることがある。
- 洗濯機および衣類乾燥機は無料で使える場合と有料で使う場合の二通りあり、扱いは各施設により異なる。またそれら利用可能時間も決められている（使用後は必ず参加団体各自で清掃。また洗濯用洗剤類は各自で持参するか事前に施設内売店にて購入する形となる）。
- 施設側で用意された研修などを受けるもしくは独自に設ける必要がある。
※海側の施設ではカッター訓練がある。
- 使った共同部分や各部屋は各自で毎朝掃除を行う。またシーツ類は入所時にリネンコーナーより受け取り、退所時に所定の場所へ返却する（長期研修で連泊する場合、5日目よりシーツ交換をするよう規定）。
- 宿泊研修を終えて退所する前には、退所当日の朝に（利用団体引率責任者・各部屋代表者いずれか1名以上立ち会いの下で）施設職員による「宿泊部屋の退所点検（シーツ・布団・カーテン・ハンガー類が規定通り正しく確実に畳まれ元の場所へ戻されているか、備品の紛失や破損箇所が無いか、清掃および戸締まりが確実に行われたかなどのチェック）」を受ける（退所点検時は宿泊部屋にある研修参加者の荷物を全て運び出して備品のみの状態とし、参加団体側で各部屋の自主点検をあらかじめ済ませておく。自主点検が終わったら宿泊棟の各階廊下入口にある内線電話より事務室へ連絡して退所点検依頼を行い、不備が指摘された場合は清掃・整理整頓などをやり直したのち再度点検を受ける。全ての点検完了を以て「宿泊部屋の明け渡し手続き」が成立するので、その後は宿泊部屋への出入り不可）。
- 入所時には利用団体へアンケート用紙が配付され、研修の空き時間などを利用して（施設の印象・利用した感想などを）記入。記入したアンケート用紙は退所時に利用施設側へ提出する（提出されたアンケート内容は今後の施設運営改善のための参考資料として活用）。
- 各施設への公共交通機関はタクシーのみで定期路線バスが運行されない場合がほとんどである。事前に申し込めば施設側で公用車（マイクロバスまたはワゴン車）を出しての（団体の出発地・到着地または最寄り駅から当該施設相互間の）有料送迎を受け付ける他、参加団体が（各施設側が定める）一定人数以上であれば地元バス会社へ委託する形で（出発地・到着地または最寄り駅から当該施設相互間の）臨時路線バスを運行してもらえる場合がある（事前予約のデマンド方式となる地区・施設もあり）。なお貸切バスを用いて施設へ入る団体の場合、施設への進入路途中に大型車通行（すれ違い）困難箇所があったり、冬期（積雪期）には（除雪され脇に寄せられた雪の壁で）道幅が狭まる場合もあるので、その場合は事前に（施設側へ電話連絡のうえで）当該施設職員より車両誘導を受ける旨を推奨している施設もある。なお施設側が所有する公用車台数には限りがあるため、「万一急病人やけが人が出た場合に備え、参加団体各自で緊急車両を最低1台用意する」よう推奨されている。

## 全国の施設

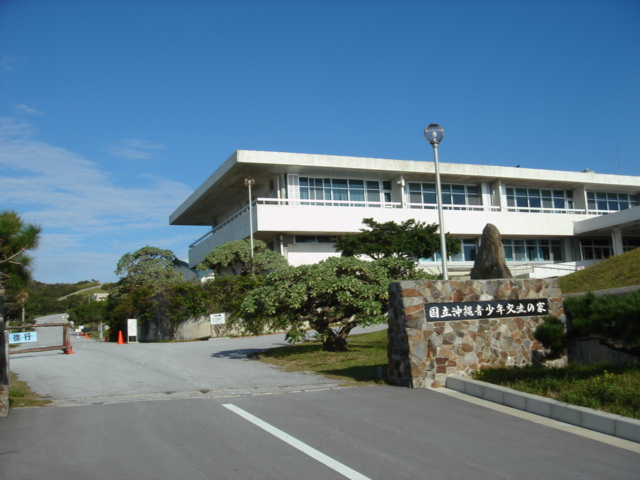
国立沖縄青少年交流の家

- 国立大雪青少年交流の家（北海道上川郡美瑛町）
- 国立岩手山青少年交流の家（岩手県滝沢市）
- 国立磐梯青少年交流の家（福島県耶麻郡猪苗代町）
- 国立赤城青少年交流の家（群馬県前橋市）
- 国立能登青少年交流の家（石川県羽咋市）
- 国立乗鞍青少年交流の家（岐阜県高山市）
- 国立中央青少年交流の家（静岡県御殿場市）
- 国立淡路青少年交流の家（兵庫県南あわじ市）
- 国立三瓶青少年交流の家（島根県大田市）
- 国立江田島青少年交流の家（広島県江田島市）
- 国立大洲青少年交流の家（愛媛県大洲市）
- 国立阿蘇青少年交流の家（熊本県阿蘇市）
- 国立沖縄青少年交流の家（沖縄県島尻郡渡嘉敷村）